# Platensina sumbana
Platensina sumbana är en tvåvingeart som beskrevs av Günther Enderlein 1911. Platensina sumbana ingår i släktet Platensina och familjen borrflugor. Inga underarter finns listade i Catalogue of Life.